# Apollonopolis Parva
Apollonopolis Parva (łac. Dioecesis Apollonopolitanus Minor) – stolica historycznej diecezji w Cesarstwie Rzymskim (prowincja Tebaida), współcześnie w Egipcie. Od 1933 katolickie biskupstwo tytularne.